# Токаидо (регион)
Токаидо Јапански: 東海道 ; "источно морски округ" или "источно морски регион" је Јапански географски термин. То значи и древну поделу земље и главни пут који иде кроз њега.То је део Гокишичидо система.
Петнаест следећих древних провинција чине овај регион:
- Ава
- Хитачи
- Ига
- Исе
- Изу
- Кај
- Казуса
- Микава
- Мусаши
- Овари
- Сагами
- Шима
- Шимоса
- Суруга
- Тотоми

У пероду Едо, (Токаидо пут Јапански: 東海 道 ; Источни пут уз океан), је очигледно најважнија саобраћајница у Јапану, а ова изражена констатација остаје присутна и након пада Токугава шогуната. У раном периоду Меиџи период, овај регион и источни правац је био изабран за постављање телеграфске линије која повезивала стари главни град Кјото са новим Токијом.
Након рата на Пацифику, све статистике показују да је регион Токаидо у порасту и постаје примарни центар како по броју становника тако и по запослености.